# Просянок, Александр Семёнович
Александр Семёнович Просянок (28 августа 1910, село Степановка,Екатеринославская губерния, Российская империя (ныне Донецкая область, Украина) — 31 января 1990, Ленинград, СССР) — советский военно-политический деятель и педагог, генерал-майор. Начальник ВПУ МВД СССР (1955—1962) и СВУ МВД СССР (1962—1965).

## Биография
Родился 28 августа 1910 года в селе Степановка Екатеринославской губернии.
С 1933 года призван в ряды РККА и направлен для обучения в Высшую школу войск НКВД. С 1935 по 1941 год направлен на службу в войска НКВД СССР в Отдельной мотострелковой дивизии оперативного назначения имени Ф. Э. Дзержинского, где служил на различных военно-политических должностях, в том числе политрука одного из полков этой дивизии. 
С 1941 года был участником Великой Отечественной войны в составе Истребительного мотострелкового полка управления НКВД в качестве заместителя комиссара и комиссара полка, был участником Московской битвы. В дальнейшем до 1943 года служил в оперативных войсках НКВД по охране тыла Западного фронта. С 1943 по 1945 год обучался в Военно-политической академии имени В. И. Ленина. 24 июня 1945 года был участником Парада Победы в Москве на Красной площади в составе сводного батальона войск НКВД.
С 1946 по 1948 год служил в должности секретаря партийной комиссии при политическом отделе Харьковского военного училища МВД СССР имени Ф. Э. Дзержинского. С 1948 по 1955 год — начальник политического отдела — заместитель начальника Харьковского пожарно-технического училища МВД СССР по политической части. С 1955 по 1962 год — начальник Высшего политического училища МВД СССР, в период руководства училищем под его руководством было подготовлено на основных курсах и курсах усовершенствования офицерского состава более 2577 офицеров-политработников. С 1962 по 1965 год — начальник Саратовского Краснознамённого военного училища МВД СССР имени Ф. Э. Дзержинского.
Скончался 30 января 1990 года в Ленинграде.

## Награды
- Орден Красной Звезды (2 марта 1945) — за успешное выполнение специальных заданий Правительства[6]
- Медаль «За боевые заслуги» (3 декабря 1944) — за успешное выполнение специальных заданий Правительства[7]
- Медаль «За боевые заслуги» (15 января 1945) — за выслугу лет в войсках, органах НКВД и милиции[8]
- Нагрудный знак «Почётный работник ВЧК—ОГПУ (XV)» (24 июня 1939)[9]